# Бухольц, Бенедикт Леонович
Бенеди́кт Лео́нович Бухо́льц (Бухгольц, Буххольц, Bucholz) (30 марта 1900, г. Маркс (Екатериненштадт) — 12 июля 1933, около Сталинграда) — лётчик-испытатель СССР, впервые разработал методику эффективного вывода гидросамолёта из штопора.

## Биография
Родился в многодетной семье. Родители, отец врач Леон Карлович Бухольц и мать Эмма (в девичестве Крафт), немцы по национальности, по лютеранскому обычаю дали сыну двойное имя: Карл-Бенедикт.
Принадлежность к немецкой национальности в дальнейшем не раз отразилась не только в искажении фамилии и отчества Бенедикта Леоновича, иногда довольно курьёзном (как, например, Леопольдович), но и в судьбе его самого и родственников. Старший брат Эгберт Бухольц, продолживший семейную традицию и ставший врачом, был осуждён как немецкий шпион и провёл 18 лет своей жизни (с 1938 по 1956 год) в тюремном заключении и на поселении в Красноярском крае, брат Гергардт — главный инженер НИИ автотракторной промышленности, осуждён по ст. 58 и расстрелян в 1938 году на полигоне Коммунарка.
Романтик по натуре, в последних классах Саратовской гимназии Б. Л. Бухольц страстно увлёкся авиацией. Вступив в 1920 году добровольцем в ряды Красной Армии, он не оставил свою мечту, и в итоге она привела его в знаменитую «тёрку» — Военно-теоретическую школу авиации в Петрограде, Бакинский филиал которой он окончил в 1922 году. Это стало первой ступенью его профессионального образования.
В 1923 году Б. Л. Бухольц оканчивает Качинскую авиашколу и Высшую школу военных лётчиков в Москве.
В 1926 году Б. Л. Бухольца переводят в строевую часть морской авиации, где он продолжает заниматься освоением и испытаниями гидросамолётов.
В 1928 году Б. Л. Бухольца зачисляют в резерв Командования лётного состава с откомандированием в распоряжение ВСНХ СССР на должность лётчика-сдатчика на Авиазавод № 25.
В 1929 году исполняется заветная мечта Бухольца — он получает назначение на лётно-испытательскую работу в ЦКБ-39 ОГПУ. На базе этого ЦКБ за сравнительно короткий период (1929—1933 гг.) Б. Л. Бухольц испытал образцы самолётов, которые затем долгое время использовались в морской и сухопутной авиации, а также участвовал в перелётах Союзного значения.
12 июля 1933 года погиб при перегонке гидросамолёта Савоя S-55P.

## Лётная служба и преподавательская работа
В 1924—1925 годах Б. Л. Бухольц служил военным лётчиком-инструктором Качинской авиашколы, где с 1925 года становится начальником лётной части. Такое продвижение по службе было вызвано тем, что он не только отлично владел техникой пилотирования, но и великолепно умел передавать своё искусство ученикам.
Совместно со своим другом, инструктором этой же школы А. И. Мартыновым-Маровым, Б. Л. Бухольц разработал «Методику обучения на самолёте У-1», которая легла в основу первого Курса лётной подготовки.

## Лётно-испытательская деятельность
Б. Л. Бухольц испытывал самолёты разных типов, иностранного производства и созданные ведущими авиаконструкторами СССР Н. Н. Поликарповым, Д. П. Григоровичем, А. Н. Туполевым, С. А. Кочеригиным, И. В. Четвериковым, А. С. Яковлевым, Г. М. Бериевым, А. А. Микулиным.
В 1925 году Б. Л. Бухольц впервые выполнил сложный эксперимент в воздухе по определению эффективного способа вывода гидросамолёта из штопора. Выход из штопора лодочных и поплавковых гидросамолётов долгое время оставался малоизученным, так как эти машины сильно отличались от «сухопутных» своей аэродинамикой. Особенно большие проблемы с выходом из штопора имели гидросамолёты типа Савоя итальянского производства.
Летом 1925 года на базе Качинской авиашколы, в акватории Килен-бухты, Б. Л. Бухольц осуществил очень смелый и рискованный эксперимент, на который до него не отваживался ни один морской лётчик, — преднамеренный штопор гидросамолёта [militera.lib.ru/tw/grigoryev/22.jpg Савоя-16] и вывод машины из него с помощью прибавления оборотов винтов.
Этот приём Бухольца стал достоянием курсантов школы и вскоре был применён на практике лётчиком Б. Н. Агровым, когда два поплавковых самолёта МР-1, идущие парой, столкнулись в воздухе. Ведомый упал в воду Керченского пролива, а ведущий попал в штопор, похожий на плоский, и был выведен на малой высоте в горизонтальный полёт с увеличением оборотов до полного, а затем благополучно посажен на воду. [3; 7]
С 1929 по 1933 год Б. Л. Бухольц находился на лётно-испытательской работе в ЦКБ-39 ОГПУ — Центральном конструкторском бюро, объединившем опытное самолётостроение. Основными целями создания ЦКБ были концентрация инженерно-технических кадров, устранение мелкой раздробленности конструкторских работ и, в конечном итоге, осуществление широкой программы разработки и выпуска Советским Союзом новых самолётов в короткие сроки. Однако методы достижения столь высоких целей были весьма своеобразными и в полной мере отражали особенности внутренней политики СССР того времени, потому что на деле это была первая авиационная «шарага» — конструкторское бюро за тюремными решётками. «Изобретение» принадлежало В. Р. Менжинскому, руководившему ОГПУ в конце 20-х годов. Возглавляли бюро ведущие авиаконструкторы Д. П. Григорович и Н. Н. Поликарпов, арестованные как «вредители» по обвинению в саботаже социалистической индустриализации, коллектив составляли 20 заключённых — лучших авиаконструкторов и инженеров тех лет, связь арестантов с производственными подразделениями авиазавода № 39, где базировалось ЦКБ, обеспечивал свободный инженер С. М. Данскер, а вольнонаёмным лётчиком-испытателем был Б. Л. Бухольц. (см. подпись на фото из журнала «Изобретатель и рационализатор». — 1988. — № 3. — С.40).
На базе этого ведущего конструкторского объединения за сравнительно короткий срок Б. Л. Бухольц испытал образцы самолётов, которые затем долгое время использовались в морской и сухопутной авиации и наилучшим образом зарекомендовали себя в годы Великой Отечественной войны:
- поднял в небо самолёты И-5 (ВТ-11) (29.04.1930), ТБ-5 (1.05.1931), АИР-2 (18.05.1931), МДР-3(14.01.1932), МБР-2 (3.03.1932)
- принимал участие в испытаниях самолётов П-2 (1927—1929 гг.), Д-2 (1929—1930 гг.), ТШ-1 (1931), МДР-2 (АНТ-8) (1931), И-Z (1931), ДИ-4 (1932), Ми-3 (1933), Савоя S-55P (1933)
- оказывал помощь в освоении первых 12 истребителей И-3, переданных в августе 1929 г. на вооружение 15 авиабригады в Брянске.

## Конструкторская деятельность
В авиационной биографии Бенедикта Леоновича Бухольца есть ещё одна примечательная страница — небольшой опыт личной конструкторской деятельности.
- В 1926 году по чертежам его и А. Ф. Мясникова была построена авиетка, но, к сожалению, сведений о её полётах не сохранилось.
- В 1931 году на авиазаводе № 39 по эскизам А. Н. Рафаэлянца и Б. Л. Бухольца был построен самолёт У2-Л, лимузин А. Н. Рафаэлянца. На месте кабины летнаба оборудовали двухместную пассажирскую кабину, кресла стояли напротив друг друга. Все было прикрыто одним прозрачным фонарём из целлулоида. Подобные кабины называли «лимузинами» — отсюда и название самолёта. Так как работа относилась к деятельности ЦКБ-39 ОГПУ, то самолёт не раз показывался членам правительственных комиссий как собственное изобретение этой организации. По типу этого самолёта на авиазаводе № 1 в 1932-33 гг. изготовили несколько подобных экземпляров.

## Награды
- В 1929 году Б. Л. Бухольц, как третий в СССР лётчик-испытатель, спасшийся на парашюте производства американской компании Ирвин (Irvin Air Chute Company), был награждён «Золотой гусеницей» (The Gold Caterpillar) — золотым значком в виде гусеницы шелкопряда.

Парашют был применён при проведении испытательного полёта тренировочного биплана П-2 конструкции Н. Н. Поликарпова с целью устранения запаздывания выхода из штопора. На нём Б. Л. Бухольц сделал свыше 200 экспериментальных полётов. В очередном полёте 10 августа 1929 года на Ходынском аэродроме самолёт развалился, и Бухольц спасся на парашюте. Об этом событии сохранилось письмо Бенедикта Леоновича жене Эрне, в котором он пишет:
«В субботу я, как обыкновенно, летал и, возвращаясь после выполнения полёта на посадку на высоте 1200 метров, потерял в воздухе крыло, и самолёт с ужасающей скоростью стал падать совершенно неуправляемым комком. Пришлось прибегнуть к парашюту, которым я и воспользовался… Самолёт упал на аэродроме и разбился, как я ещё ни разу не видел, — всё, даже мотор, разлетелось на мелкие кусочки, сам же благополучно спустился и повис на деревьях сада при клубе „Авиаработник“…».
- 4 сентября 1930 года за испытание одноместного истребителя И-5 (ВТ-11), во время которого Б. Л. Бухольц совершил шесть вынужденных посадок, Приказом ОГПУ он был награждён именным пистолетом «Маузер» калибра 7,65, а также ценным подарком — личным лимузином.

- 3 июля 1933 года за выдающиеся заслуги перед авиационной промышленностью СССР Б. Л. Бухольц награждён Орденом Трудового Красного Знамени № 22.

## Гибель
Последним самолётом для Б. Л. Бухольца, по грустной иронии судьбы, стала та же Савоя, амфибия, с блестящего эксперимента на которой началась его лётно-испытательская карьера.
В 1933 году Советским Союзом в Италии были закуплены 5 летающих лодок Савоя S-55P. Четыре из них предназначались для Дальневосточного управления ГВФ, а головная, с полным зимним капотированием двигателей — для Управления воздушной службы Главсевморпути (УВС ГУСМП). Этот самолёт для сборки перевезли из Одессы в Севастополь.
В конце июня для приёмки прибыл экипаж Б. Л. Бухольца. Он провёл испытания Савои-55 перед перегонкой на север и остался недоволен техническим состоянием машины, настаивая на её ремонте перед полётом. Однако из Москвы был получен приказ за подписью председателя СНК и СТО В. В. Куйбышева осуществить перегонку самолёта на Дальний Восток в запланированные сроки, не допуская промедления.
Перелёт, в ходе которого самолёт должен был следовать по маршруту Севастополь — Свердловск — Иркутск — Якутск — Нижнеколымск — остров Врангеля, а затем на ледовую разведку, оказался для Б. Л. Бухольца последним. 12 июля 1933 года, после первой посадки в Сталинграде для заправки горючим, Бухольц повёл машину вдоль Волги бреющим полётом. Внезапно на большой скорости гидросамолёт врезался в воду. Из экипажа уцелел только штурман по фамилии Падалко.
Причину катастрофы установить не удалось.
Похоронен на Ваганьковском кладбище (22 уч.).